# Aston Martin DB Mark III
L'Aston Martin DB Mark III est une voiture de sport produite par la marque Aston Martin de 1957 à 1959 qui est la 3e évolution la DB2/4.
En 1959, elle est remplacée par l'Aston Martin DB4.